# Mingora
Mingora (pashto: مینګورہ) är den största staden i distriktet Swat i provinsen Khyber Pakhtunkhwa i norra Pakistan. Folkmängden uppgick till cirka 330 000 invånare vid folkräkningen 2017. Saidu Sharif, den administrativa huvudorten i distriktet, är belägen strax söder om Mingora. Nobelpristagaren Malala Yousafzai är född i Mingora.